# قطعنامه ۹۵۶ شورای امنیت
قطعنامه ۹۵۶ شورای امنیت سازمان ملل متحد که در تاریخ ۱۰ نوامبر ۱۹۹۴ تصویب شد، سندی بین‌المللی دربارهٔ پالائو است. این قطعنامه طی نشست ۳۴۵۵ام با ۱۵ رای موافق، ۰ مخالف و ۰ ممتنع تصویب شد.